# Edir Sales
Edir Sales (Araguari, 7 de dezembro de 1951) é uma professora, advogada, radialista, e política brasileira. Atualmente é vereadora eleita pelo quarto mandato consecutivo. Em 2024 foi reeleita para o quinto mandato com uma votação de 58.190 votos, sendo a mais votada nas zonas eleitorais de Vila Prudente e Sapobemba.
Ex-Deputada do Estado de São Paulo por dois mandatos, é irmã do ex-vereador e ex-conselheiro do TCM-SP, Eurípedes Sales.

## Biografia
Ainda bem criança foi para Itaim Paulista, na região Leste de São Paulo, onde foi criada e começou sua vida profissional como professora, indo mais tarde para a contabilidade e para o rádio. Cresceu em contato com a contabilidade e, ainda muito jovem, Edir Sales tornou-se diretora de um dos grandes escritórios de contabilidade da Zona Leste, a Orsales Contabilidade. 
Posteriormente, foi radialista, até ser eleita Deputada Estadual. 
Sua carreira parlamentar também inclui dois mandatos como Deputada Estadual. 
Edir Sales exerceu dois mandatos na Assembleia Legislativa do Estado de São Paulo. 
Posteriormente, Edir Sales tornou-se vereadora e membro da bancada do PSD.
Edir Sales foi Vice-Presidente da Câmara Municipal de São Paulo por três vezes, bem como Líder de seu partido PSD (Partido Social Democrático), por diversas vezes. Atualmente é Vice-Presidente da Comissão de Educação, Cultura e Esportes.
É grande entusiasta de festas juninas, tendo comparecido a 26 delas no ano de 2023. Relata que sempre teve o gosto pela festividade, e que já teria visto um Saci em uma das celebrações no interior do estado quando criança.

## Legado Político
Dentre seus principais projetos de lei, encontram-se o Dia do Elvis, em homenagem à lenda do Mississipi, Elvis Presley, que nunca pisou em São Paulo e o Dia da Corinthiana, em homenagem às torcedoras do alvinegro paulista. Também votou a favor da privatização da SABESP. 

## Obras
- “Álcool - A Maior Droga Liberada”, (2003, Ripress)